# یان بلومه
یان بلومه (انگلیسی: Jan Blomme؛ زادهٔ ۲۷ مهٔ ۱۹۵۹) دوچرخه‌سوار اهل بلژیک است.
او در مسابقات تایم تریل ۱۰۰۰ متر و مسابقات تعقیبی تیمی در بازی‌های المپیک تابستانی ۱۹۸۰ شرکت کرد.